# Spijk (Zevenaar)
Spijk is een dorp in de gemeente Zevenaar in de Nederlandse provincie Gelderland. Per 2020 had het zo'n 820 inwoners. Bij Spijk raakt de Rijn voor het eerst aan Nederlands grondgebied om vlak voor Millingen Nederland binnen te komen: pas daar zijn beide oevers Nederlands grondgebied. Lobith ligt binnen dezelfde gemeente, maar ligt langs de Rijn iets verder van de Duitse grens af. De stroom heet hier Boven-Rijn, maar wordt veelal gewoon als Rijn aangeduid.

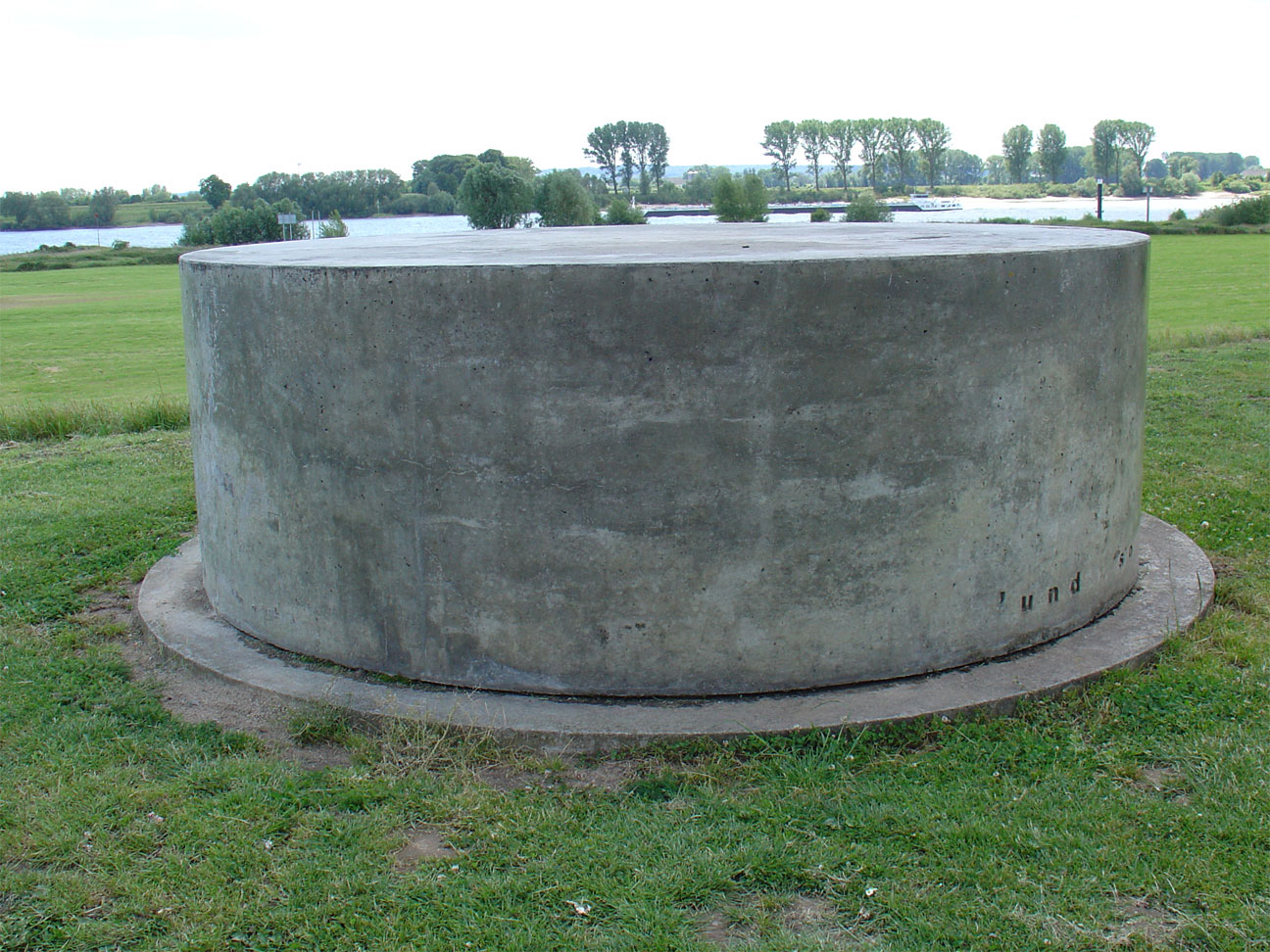
Und so weiter, object om de plaats te markeren waar de Rijn Nederland binnenkomt

Spijk ligt omsloten door de plaatsen Lobith, Tolkamer, het Duitse Elten en de rivier de Rijn. De weg van Spijk naar Elten, de Oude Kleefse Postweg, is aan de ene kant Nederlands, aan de andere kant Duits grondgebied.
Ter hoogte van het punt waar van 1865 tot 1926, op een smal gedeelte van de rivier, een spoorpont de trein in de spoorlijn Zevenaar - Kleef overzette naar Spyck, aan de Duitse kant van de rivier, is het punt dat in de regelgeving voor de scheepvaart wordt gebruikt om de grens met Duitsland aan te geven. Bovenstrooms het zogeheten Spijkse Veer, dus richting Duitsland, moeten Nederlandse binnenschippers een Rijnpatent hebben om op de Rijn te mogen varen. Beneden het Spijkse Veer is een vaarbewijs voldoende.

## Etymologie en geschiedenis
Het toponiem Spijk komt voor op diverse plaatsen in Nederland. Het woord duidt op een landtong en is etymologisch verwant met spijker. In dit geval is een voorvoegsel afgesleten in de loop der eeuwen: de oorspronkelijke naam is Herispich, waarbij het voorvoegsel op een heir, een leger duidt. De betekenis voor dit grensdorp is onbekend, maar de Rijn is hier betrekkelijk smal, wat het oversteken vergemakkelijkt. Om dezelfde reden werd hier de spoorpont gelegd. 